# Liste von Seen in Deutschland/W
| Name                   | Stadt/Landkreis                             | Land                   | Fläche in km² |
| ---------------------- | ------------------------------------------- | ---------------------- | ------------- |
| Waginger See           | Traunstein                                  | Bayern                 | 6,61          |
| Wahnbachtalsperre      | Hennef, Neunkirchen-Seelscheid, Siegburg    | Nordrhein-Westfalen    | 2             |
| Wakuhlsee              | Kargow                                      | Mecklenburg-Vorpommern |               |
| Walchensee             | Bad Tölz-Wolfratshausen                     | Bayern                 | 16,27         |
| Waldmattensee          | Lahr/Schwarzwald                            | Baden-Württemberg      |               |
| Waldsee                | Berlin                                      | Berlin                 | 0,025         |
| Waldsee                | Dormagen                                    | Nordrhein-Westfalen    |               |
| Waldsee                | Hürth                                       | Nordrhein-Westfalen    |               |
| Waldsee                | Leverkusen                                  | Nordrhein-Westfalen    |               |
| Waldsee                | Ratingen                                    | Nordrhein-Westfalen    |               |
| Waldsee                | Selters                                     | Rheinland-Pfalz        |               |
| Waldsee                | Willstätt                                   | Baden-Württemberg      |               |
| Waldsee Krähenwinkel   | Langenhagen                                 | Niedersachsen          | 0,018         |
| Waller Feldmarksee     | Bremen                                      | Bremen                 | 0,12          |
| Wambachsee             | Duisburg                                    | Nordrhein-Westfalen    |               |
| Wandlitzer See         | Wandlitz                                    | Brandenburg            | 2,15          |
| Großer Wannsee         | Berlin                                      | Berlin                 | 2,7           |
| Kleiner Wannsee        | Berlin                                      | Berlin                 | 0,2           |
| Wanzkaer See           | bei Neustrelitz                             | Mecklenburg-Vorpommern | 2,03          |
| Wardersee              | Krems II, Kreis Segeberg                    | Schleswig-Holstein     | 3,57          |
| Wardersee              | Nortorf, Kreis Rendsburg-Eckernförde        | Schleswig-Holstein     | 0,50          |
| Warinsee               | Lalendorf                                   | Mecklenburg-Vorpommern | 1,18          |
| Warnker See            | Kargow                                      | Mecklenburg-Vorpommern | 0,456         |
| Waschsee               | Feldberger Seenlandschaft                   | Mecklenburg-Vorpommern | 0,18          |
| Wehebachtalsperre      | Langerwehe                                  | Nordrhein-Westfalen    | 1,7           |
| Weichelsee             | Rotenburg (Wümme)                           | Niedersachsen          | 0,189         |
| Weikensee              | Hamminkeln                                  | Nordrhein-Westfalen    |               |
| Weinfelder Maar        | Daun                                        | Rheinland-Pfalz        | 0,168         |
| Weisiner See           | Passow                                      | Mecklenburg-Vorpommern | 0,337         |
| Weißensee              | Füssen                                      | Bayern                 | 1,35          |
| Weißenstädter See      | Wunsiedel                                   | Bayern                 | 0,48          |
| Weißer See             | Blankenberg                                 | Mecklenburg-Vorpommern | 0,186         |
| Weißer See             | Berlin                                      | Berlin                 | 0,083         |
| Weißer See             | Duisburg                                    | Nordrhein-Westfalen    |               |
| Weißer See             | Märkische Schweiz                           | Brandenburg            |               |
| Weißer See             | Potsdam                                     | Brandenburg            | 0,26          |
| Weißsee                | Aschaffenburg                               | Bayern                 |               |
| Weitsee                | Traunstein                                  | Bayern                 | 0,636         |
| Wellier Kolk           | Wellie                                      | Niedersachsen          | 0,12          |
| Wendsee                | Brandenburg an der Havel                    | Brandenburg            | 0,8           |
| Wenschsee              | Roggentin                                   | Mecklenburg-Vorpommern |               |
| Werbellinsee           | Landkreis Barnim                            | Brandenburg            | 7,65          |
| Werbellinsee           | Ostprignitz-Ruppin                          | Brandenburg            | 0,4           |
| Werdersee              | Bremen                                      | Bremen                 | 0,37          |
| Werlsee                | Grünheide                                   | Brandenburg            | 0,60          |
| Wernsdorfer See        | Landkreis Dahme-Spreewald                   | Brandenburg            |               |
| Weßlinger See          | Starnberg                                   | Bayern                 | 0,17          |
| Westensee              | Kiel, Rendsburg                             | Schleswig-Holstein     | 7,2           |
| Westerwälder Seen      | Dierdorf, Hachenburg, Montabaur, Westerburg | Rheinland-Pfalz        |               |
| Wiehltalsperre         | Reichshof                                   | Nordrhein-Westfalen    | 2,2           |
| Wielandssee            | Tettnang                                    | Baden-Württemberg      | 0,025         |
| Wieltsee               | Weyhe                                       | Niedersachsen          |               |
| Wiesbüttsee            | Aschaffenburg/Main-Kinzig-Kreis             | Bayern/Hessen          |               |
| Wiesensee              | Hemsbach                                    | Baden-Württemberg      |               |
| Wildförstersee         | Duisburg                                    | Nordrhein-Westfalen    |               |
| Wildsee                | Baiersbronn                                 | Baden-Württemberg      | 0,024         |
| Wildsee                | Bad Wildbad, Gernsbach                      | Baden-Württemberg      | 0,023         |
| Windgfällweiher        | Feldberg (Schwarzwald)                      | Baden-Württemberg      | 0,1981        |
| Windmühlenbruch        | Nettetal                                    | Nordrhein-Westfalen    | 0,06          |
| Windsborn-Kratersee    | Manderscheid                                | Rheinland-Pfalz        |               |
| Wippinger Kalk         | Dörpen                                      | Niedersachsen          |               |
| Wittensee              | Eckernförde, Rendsburg, Schleswig           | Schleswig-Holstein     | 9,914         |
| De-Witt-See: siehe „D“ |                                             |                        |               |
| Wittsee                | Kratzeburg                                  | Mecklenburg-Vorpommern |               |
| Woblitzsee             | Userin                                      | Mecklenburg-Vorpommern | 5,1           |
| Wockersee              | Parchim                                     | Mecklenburg-Vorpommern | 0,60          |
| Woezer See             | Wittendörp-Döbbersen                        | Mecklenburg-Vorpommern | 0,56          |
| Wöhrder See            | Nürnberg                                    | Bayern                 | 0,4           |
| Wörthsee               | Starnberg                                   | Bayern                 | 4,34          |
| Wössener See           | Unterwössen                                 | Bayern                 | 0,042         |
| Woldsee                | Bad Zwischenahn                             | Niedersachsen          | 0,092         |
| Wolfsee                | Wachtendonk                                 | Nordrhein-Westfalen    |               |
| Wolfssee               | Duisburg                                    | Nordrhein-Westfalen    |               |
| Wolgastsee             | auf Usedom                                  | Mecklenburg-Vorpommern | 0,47          |
| Wolletzsee             | Angermünde                                  | Brandenburg            | 3,10          |
| Wolziger See           | Zossen                                      | Brandenburg            | 0,65          |
| Wolziger See           | Heidesee                                    | Brandenburg            | 5,79          |
| Wopacksee              | Waren                                       | Mecklenburg-Vorpommern |               |
| Woseriner See          | Borkow                                      | Mecklenburg-Vorpommern | 2,17          |
| Woterfitzsee           | Rechlin                                     | Mecklenburg-Vorpommern | 2,90          |
| Wriakhörnsee           | Amrum                                       | Schleswig-Holstein     |               |
| Wuhlesee               | Berlin                                      | Berlin                 | 0,06          |
| Wupatzsee              | Erkner                                      | Brandenburg            |               |
| Wuppertalsperre        | Hückeswagen, Radevormwald, Remscheid        | Nordrhein-Westfalen    | 2,25          |
| Wurlsee                | Lychen, Uckermark                           | Brandenburg            | 0,95          |
| Wusterwitzer See       | Wusterwitz                                  | Brandenburg            |               |